# Bundeswehr
Bundeswehr (njemački za "Savezna obrana") službeni je naziv za oružane snage Njemačke. Bundeswehr je osnovan 12. studenoga 1955. godine u SR Njemačkoj. Sadašnji ustroj ima od 3. listopada 1990. nakon rušenja Berlinskog zida i spajanja Savezne Republike Njemačke i Njemačke Demokratske Republike u jedinstvenu državu.

## Općenito o Bundeswehru
Bundeswehr se sastoji od kopnenih snaga (Heer), pomorskih snaga (Deutsche Marine) i zračnih snaga (Luftwaffe) te ima potporu logističke baze (Streitkräftebasis), cyber i informacijske službe (Cyber- und Informationsraum) te medicinske službe (Zentraler Sanitätsdienst). Bundeswehr se sastoji od 181 811 profesionalnih vojnika i 34 600 aktivnih pričuvnih vojnika. U Bundeswehru je zaposleno i 80 812 civila. Procjenjuje se da u Njemačkoj ima 15 747 493 ljudi u dobi od 17 do 49 godina koji su sposobni za vojnu službu.  
Žene mogu služiti u medicinskoj službi od 1975. godine. Od 1993. do 2000. mogle su služiti kao angažirano osoblje i dočasnici u medicinskoj službi i vojnom orkestru. Godine 2000. u parnici koju je podigla Tanja Kreil Europski sud pravde donio je odluku da žene mogu služiti u više uloga nego što je to prije bilo dopušteno. Od 2001. mogu služiti na svim dužnostima bez ograničenja, ali nemaju obvezni vojni rok kao muškarci. Na dan 31. listopada 2024. u aktivnoj službi u njemačkoj vojsci bilo je 24.698 žena, uključujući i one koje sudjeluju u aktivnim mirovnim misijama u drugim zemljama. Tri žene iz medicinske službe Bundeswehra do sada su promaknute u čin generala.

## Povijest

### Razdoblje hladnog rata (1955. – 1990.)
Njemačka je bila bez svojih vlastitih oružanih snaga od Wehrmachta koji je raspušten krajem Drugog svjetskog rata. Male grupice su ostale postojati kao graničari ili pomorske minske skupine, ali ne kao prave obrambene oružane snage. Za sigurnost Njemačke bile su zadužene četiri države pobjednice: SAD, Velika Britanija, Francuska i Sovjetski Savez. Njemačka je bila u potpunosti razoružana i bilo kakve planove za njemačku vojsku Saveznici su bili zabranili. 
Došlo je do dogovora između SAD-a, Velike Britanije i Francuske oko oživljavanja njemačke vojske. Francuska je bila protiv takve ideje zbog mogućnosti i straha od ponovnog napada i osvete Njemačke za poraz. Ipak, 1954. Francuska se složila s prijedlogom primanja Zapadne Njemačke u NATO savez i ponovnog naoružavanja njemačke.
S povećanjem napetosti između Sovjetskog Saveza i Zapada, osobito nakon Korejskog rata. Dok se Njemačka Demokratska Republika (Istočna Njemačka) potajno naoružavala, korijeni nove Zapadno Njemačke vojske su se tek postavljali. Godine 1950. kada je visoke njemačke časnike kancelar Konrad Adenauer bio zadužio da rasprave mogućnost obnove njemačkih oružanih snaga. Ishod sastanka bio je prijedlog osnova budućih njemačkih snaga. Hasso von Manteuffel, bivši general Wehrmachta i liberalni političar, podnosi naziv Bundeswehr kao naziv za nove Oružane snage Njemačke. Naziv je kasnije potvrdio i njemački Bundestag.
Bundeswehr je službeno uspostavljen na 200. rođendan Scharnhorsta 12. studenoga 1955. godine. Iste godine, Savezna Republika Njemačka je postala članica NATO-a. Sljedeće godine, 1956., je uveden obavezni vojni rok za sve muškarce u dobi od 18-45 godina. Istovremeno sa SR Njemačkom, DR Njemačka je utemeljila svoje oružane snage nazvane NVA (Nationale VolksArmee) koje su prestale postojati ujedinjenjem njemačke 1990. i stapanjem NVA u redove Bundeswehra. 
Tijekom hladnog rata, Bundeswehr je bio glavni oslonac NATO-ove konvencionalne obrane Središnje Europe. Bundeswer je u to vrijeme imao oko 495.000 stalnih vojnika i 170.000 civilnog osoblja. Vojska se sastojala od tri korpusa s 12 divizija, većinom teško naoružanih tenkovima i oklopnim vozilima. Luftwaffe je imao značajan broj taktičkih borbenih aviona koji su bili dio NATO-ove integrirane zračne obrane (NATINAD). Mornarica je bila opremljena i obučena za obranu Baltičkog mora, kako bi mogla pružati pojačanje i opremanje preko Sjevernog mora te zadržati sovjetsku baltičku flotu.

### Njemački preustroj 1990.
Nakon ujedinjenja Njemačke 1990., Bundeswehr je smanjen na 370.000 vojnog osoblja u skladu s dogovorom između dviju njemačkih vlada i Saveznika. Bivša istočno njemačka vojska NVA je raspuštena, s opremom i osobljem koje je prešlo u Bundeswehr. Oko 50.000 "Volksarmee" osoblja je pripojeno u Bundeswehr 2. listopada 1990. godine. Nekoliko visokih časnika, ali ne generala i admirala, dobilo je ograničene ugovore o radu do dvije godine kako bi nastavili obavljanje tadašnje dužnosti. Osoblje koje je ostalo u Bundeswehru nagrađeno je novim ugovorima i novima činovima, ovisno o njihovim pojedinačnim kvalifikacijama i iskustvu. Mnogi su prihvatili i niže činove od onih koje su imali u bivšem NVA-u. 
Općenito, proces stapanja dvije vojske odvijao se pod sloganom "Armee der Einheit", ili "Vojska jedinstva", koji je predstavljen kao uspjeh i primjer za ujedinjenje ostalih slojeva društva u novonastaloj državi. Spajanjem dviju vojski i raspadom SSSR-a, čime je završio hladni rat, njemačka se našla u velikim viškovima vojne opreme koja više nije bila potrebna. Većina oklopnih vozila i borbenih zrakoplova je rastavljeno. Mnogo brodova je prodano, velika većina baltičkim državama ili Indoneziji. Primjer te rasprodaje bila je prodaja velikih zaliha Leopard 2 A4 tenkova. Prodali su ih NATO-u ili nekoj prijateljskoj državi kao što su: Austrija (114), Kanada (80), Čile (140), Danska (51), Finska (124), Grčka (183), Norveška (52), Poljska (128), Portugal (37), Singapur (66), Španjolska (108), Švedska (160) i Turska (298).

## Vanjske poveznice
- Bundeswehr - Službena stranica (na njemačkom)
- Ministartvo obrane - Službena stranica (na njemačkom, engleskom i francuskom)